# 董原道
董原道（1528年—？年），字性之，四川重慶府巴縣人，民籍。

## 生平
三月初八日生，行一，治《詩經》，由府學生中式四川鄉試第四十八名舉人，年三十五歲中式嘉靖四十一年壬戌科會試第二十九名，第二甲第二十四名進士。授户部主事，四十三年十月奉命往南直隶监兑兼催钱粮，历升雲南府知府，隆慶五年（1571年）七月升河东陕西都转运盐司运使，萬曆三年（1575年）五月升陕西苑马寺卿兼按察司佥事、分巡平凉。

## 家族
曾祖董文昱，縣丞；祖董溥，學正；父董誥；母母氏；繼母張氏。永感下。弟明道。